# Ульгівок-Колонія
Ульгівок-Колонія (пол. Kolonia Ulhówek) — частина села Ульгівок у Польщі, р
в Люблінському воєводстві Томашовського повіту, ґміни Ульгувек.